# 가이우스 플리니우스 카이킬리우스 세쿤두스
가이우스 플리니우스 카이킬리우스 세쿤두스(라틴어: Gaius Plinius Caecilius Secundus, 기원후 61년 - 112년), 아명은 가이우스 카이킬리우스 혹은 가이우스 카이킬리우스 킬로(라틴어: Gaius Caecilius Cilo)이며 흔히 소플리니우스라 부른다. 고대 로마의 문학가이자 법조인이자 자연 철학자이며 행정관이었다. 그의 숙부는 가이우스 플리니우스 세쿤두스(대플리니우스)로 자신을 길러주고 가르치는 데 도움을 주었으며, 79년 8월 24일 베수비우스 화산 폭발 당시 두 사람은 현장을 목격했다.

## 생애
플리니우스는 노붐 코뭄(Novum Comum)에서 루키우스 카이킬리우스 킬로(Lucius Caecilius Cilo)와 플리니아 마르켈라(Plinia Marcella, 대 플리니우스와 남매지간)의 아들로 태어났으며, 할아버지는 기원후 1년에 코뭄 출신으로 원로원 의원을 지낸 지주 가이우스 카이킬리우스이다. 플리니우스는 숙부 대 플리니우스를 존경하였으며, 숙부의 저서 박물지(Naturalis Historia)의 초고를 쓰는 데 돕기도 했다.
플리니우스는 어린 시절에 아버지는 여의었고, 그래서 아마 어머니와 살았던 것 같다. 플리니우스의 후견인이자 교사는 68년 네로에 대항한 반란을 진압하여 유명한 루키우스 베르기니우스 루푸스(Lucius Verginius Rufus)였다고 한다. 가정 교육을 받고난 뒤 그는 로마에서 수학하며 위대한 교육자이자 작가인 퀸틸리아누스와 스미르나의 니케타스 사케르도스 문하에서 수사학을 공부했다. 이때 플리니우스는 숙부 대 플리니우스와 가까워졌는데, 베수비우스 화산 폭발로 대 플리니우스가 죽자 그는 자신의 부동산을 어린 조카에게 유증했다. 이와 더불어 유언장에 따라 소 플리니우스는 숙부에 입양되었다. 그리하여 소 플리니우스는 아명 가이우스 카이킬리우스(혹은 가이우스 카이킬리우스 킬로)에서 가이우스 플리니우스 카이킬리우스 세쿤두스로 이름이 바뀌었다.
플리니우스는 정직하고 온화한 사람으로 인정받았으며, 쿠르수스 호노룸을 따라 출세가도를 달렸다. 그는 역사가 타키투스와 친분이 있었으며, 전기 작가 수에토니우스의 조수로 일하기도 했다. 또 시리아에 있을 당시 철학자 아르테미도루스(Artemidorus)나 에우프라테스(Euphrates) 등 당대 여러 명사와 교분을 맺었다.
플리니우스는 세 번 결혼하였다. 첫 결혼은 18세의 어린 나이에 베키우스 프로쿨루스(Veccius Proculus)의 의붓딸과 맺었는데, 37세 나이에 홀아비가 되었다. 두 번째로 폼페이아 켈레리나(Pompeia Celerina)의 딸과 결혼하였고, 마지막 세 번째는 시기는 알 수 없으나 칼푸르니우스의 딸이자 코뭄의 칼푸르니우스 파바투스(Calpurnus Fabatus)의 손녀인 칼푸르니아(Calpurnia)와 결혼했다. 플리니우스가 남긴 편지에 마지막 결혼에 대한 얘기가 나오는데, 칼푸르니아와 그 슬하에 자녀를 낳지 못한 슬픔도 나와있다.
플리니우스는 112년경 자신의 임지 비티니아 속주에서 갑자기 세상을 떠난 것으로 보이는데, 그의 서간문에 이후 날짜가 없기 때문이다.

## 경력
플리니우스는 기사 출신이었다. 기사 계급은 원로원 계급보다는 낮지만 이들과 더불어 로마 제정 초기에 민사와 군사 요직을 독점하던 계층이었다. 플리니우스는 18세에 경력을 시작하여 처음에는 일반적인 기사계급의 경로를 따랐다. 그러나 다른 기사 계급과 달리 그는 20대 후반에 재무관에 선출되어 더 높은 서열로 진입하였다.
플리니우스는 로마 법조계에서 활약했는데, 특히 상속건을 처리하는 100인 재판소(centumviri)에서 일했다. 나중에 그는 바이티카 속주 총독 바이비우스 마사(Baebius Massa)와 아프리카 속주 총독 마리우스 프리스쿠스(), 바이티카 속주 총독 가이우스 카이킬리우스 클라시쿠스(Gaius Caecilius Classicus), 그리고 공교롭게도 나중에 자신이 총독직에 오르는 비티니아와 폰투스 속주의 총독 가이우스 율리우스 바수스(Gaius Julius Bassus)와 바레누스 루푸스(Varenus Rufus) 등 일련의 속주 총독 재판에서 기소와 변호 활동으로 유명해졌다.
플리니우스의 경력은 로마의 주요 관직을 보여주며, 당대 정치 경력에 많은 자료가 남아있어 제정 시대 문화의 여러 측면에 대한 증거가 되고 있다. 사실상 플리니우스는 로마 제정 초기의 주요 관직을 두루 거쳤다. 그는 평판이 나쁜 도미티아누스 등 여러 황제의 시대를 살았으며, 여러 직책을 맡은 바 있는데, 이것은 단순히 개인적인 성취만은 아닌 것이다.

##### 경력 연표
| c. 81     | 100인 재판소(decemvir litibus iudicandis) 주재 판사.                                            |
| c. 81     | 시리아 주둔 제3 갈리카 군단의 트리부누스 밀리툼(Tribunus militum, 참모격). 6개월 임직으로 추정. |
| 80s       | 기사 계급 장교(sevir equitum Romanorum)                                                         |
| Later 80s | 원로원 입성                                                                                     |
| 88 or 89  | 황제 보조 재무관(quaestor imperatoris) 선출                                                     |
| 91        | 호민관(tribunus plebis)                                                                         |
| 93        | 법무관                                                                                          |
| 94-96     | 군대 재무 감독관(praefectus aerari militaris)                                                   |
| 98-100    | 사투르누스 재무 감독관(praefectus aerari Saturni)                                               |
| 100       | 코르누투스 테르툴루스(Cornutus Tertullus)와 더불어 집정관                                       |
| 103       | 비티니아의 대행 법무관                                                                          |
| 103-104   | 선출 복점관(augur)                                                                              |
| 104-106   | 티베리스강 유역 감리관(curator alvei Tiberis)                                                   |
| 104-107   | 세 번에 걸쳐 트라야누스의 사법 위원회 위원                                                      |
| 110       | 비티니아-폰투스 속주의 총독(legatus Augusti)                                                    |

### 기독교인에 대해 말하다.
소 플리니우스는 비티니아 총독으로 근무하던 시절인 111년쯤에 트라야누스 황제에게 보내기 위해 기독교인에 관한 보고서를 작성하였다. 그는 기독교인들에 대해 다음과 같이 말하였다.
| “ | 기독교인들은 어떤 정해진 날 해 뜨기전에 모임을 갖고, 그리스도는 하느님이라는 찬송을 번갈아 부르고, 그들끼리 범죄하지 않고, 훔치고, 빼앗고, 간음하고, 신뢰를 깨는 행위를 금하기로 맹세하였습니다. | ” |

## 주요 저서
- 서간집

## 같이 보기
- 타키투스
- 트라야누스
- 대 플리니우스